# Епістолярна критика
Епістолярна критика — аналіз і оцінка творів літератури з погляду сучасності, уміщені в листах.
Епістолярні жанри із вкрапленням літературно-критичних роздумів і оцінок мають чималі традиції — ще від часів античності. В окремі періоди історії національних літератур вони досягали значного розвитку, стаючи одним із провідних різновидів літературної критики загалом. Це і знамениті листи Я. Грімма до Арніма, Дж. Байрона до Меррея, багатий на естетичні відкриття епістолярій Дж. Кітса.
Аналізуючи епістолярну критику, слід диференціювати листи як жанр літературної критики і приватні листи з уміщеною в них літературною критикою.
До першої групи належать:
- літературно-критична студія «Листи про твори і характер Ж.-Ж. Руссо» мадам де Сталь;
- програмна праця «Напівсерйозний лист до сина» Дж. Берше;
- «Писулька» П. Гулака-Артемовського до редактора «Украинского вестника»;
- «Супліка до пана іздателя» та лист до редактора «Русского вестника» Г. Квітки-Основ'яненка;
- відкриті листи М. Максимовича до Г. Квітки-Основ'яненка та ін.

До другої групи належать письменницькі листи, в котрих зафіксована творча історія відомих і малопомітних творів літератури; містяться оцінки творів художньої літератури; відображені стосунки письменників між собою, з редакторами, видавцями та ін.
Розчленованість українських земель між двома імперіями, бездержавний статус нації, заборона української мови не сприяли нормальному функціонуванню літературної критики.
| Не маємо навіть рідної преси, котра б не давала національній мові миршавіти під напливом чужої і освіжала б духа народного серед нашого безголів'я |
— писав 1882 Пантелеймон Куліш у «Зазивному листі до української інтелігенції». І у цій ситуації першорядного значення набуло письменницьке листування. Форма літературно-критичних оцінок, наявних у письменницьких листах, розмаїта. У епістоляріях Івана Франка, Михайла Коцюбинського, Лесі Українки, Ольги Кобилянської та ін. письменників наявні такі групи листів:
- листи, в яких письменники безпосередньо висловлюють своє розуміння твору чи ставлення до автора;
- листи, через котрі письменники переказують авторам певних творів думку власну чи чужу (але, як правило, авторитетну);
- листи, адресанти яких діляться враженнями від прочитаного чи почутого.

Своєрідною формою вияву оцінки був фіксований інтерес до творчості певного автора і прохання переслати його твори, листи з критикою чужих творів і листи з автокритикою.

## Джерело
- Літературознавчий словник-довідник за редакцією Р. Т. Гром'яка, Ю. І. Коваліва, В. І. Теремка. — К.: ВЦ «Академія», 2007